# Cyclaster regalis
Cyclaster regalis is een zee-egel uit de familie Micrasteridae.
De wetenschappelijke naam van de soort werd in 1969 gepubliceerd door Alan N. Baker.